# Saljut-programmet
Saljut-programmet (russisk: Салют for salut eller fyrværkeri) var en serie af rumstationer opsendt af Sovjetunionen i 1970'erne og 1980'erne. Saljut-stationer var relativt simple strukturer der bestod af et enkelt hovedmodul opsendt i kredsløb med en enkelt Protonraket. Programmet blev oprindeligt betegnet som DOS 7-K, hvor hver enkelt rumstation fik sin egen betegnelse.
Formålet med programmet var at udføre forskning i problemerne ved at leve i rummet samt at udføre astronomiske og  biologiske forsøg. I løbet af programmet udviklede teknologien bag rumstationer sig fra den tidlige fase af ingeniørstudier til forskningsstationer beboelige over lange tidsrum. I sidste ende banede Saljut-programmet vej for den større rumstation Mir, der bestod af adskillige moduler med et centermodul, der var en videreudvikling fra Saljut. Også det centrale Zvezda-modul på Den Internationale Rumstation kan spore sine rødder tilbage til Saljut.
Programmet bestod af seks videnskabelige stationer af DOS-typen (russisk: Долгосрочная орбитальная станция, ‘’Dolgosrotjnaja Orbitalnaja Stantsija’’; langtidskredsløbsstation) og tre militære rekognosceringsstationer af OPS-typen (russisk: Орбитальная Пилотируемая Станция, ‘’Orbitalnaja Pilotirujemaja Stantsija’’; pilotstyret kredsløbsstation), der blev opsendt som en del af det tophemmelige Almaz-program. I løbet af missionerne til Saljutstationerne blev flere rekorder indenfor rumfart brudt – bl.a. adskillige rekorder for længste ophold i rummet og rumvandringsrekorder. 

## Saljut 1
Saljut 1 (DOS 1) blev opsendt d. 19. april 1971 og var verdens første rumstation. Den første besætning blev opsendt med Sojuz 10, men kunne ikke komme om bord på rumstationen på grund af en fejl i sammenkoblingsmekanismen. En anden besætning blev opsendt med Sojuz 11 og blev om bord på rumstationen i 23 dage. Under besætningens tilbagekomst med Sojuz-kapslen åbnede en trykudligningsventil sig for tidligt og dræbte alle om bord. Saljut 1 brændte op i Jordens atmosfære d. 11. oktober 1971.

## DOS 2
DOS 2 blev opsendt d. 29. juli 1972. Rumstationen var magen til Saljut 1, men nåede aldrig i kredsløb da andet trin af Protonraketten, som den blev opsendt med, mislykkede så stationen styrtede ned i Stillehavet.

## Saljut 2
Saljut 2 blev opsendt d. 3. april 1973. Den var ikke en del af samme program som de andre Saljutstationer, men snarere en tophemmelig prototype på den militære rumstation Almaz ((russisk): diamant). Den blev givet betegnelsen Saljut 2 for at skjule dens sande formål. På trods af en vellykket opsendelse begyndte den stadig ubemandede rumstation at miste tryk og styresystemet svigtede. Problemerne skyldtes efter al sandsynlighed at rumstationen blev ramt af rester af det sidste trin af løfteraketten, der var eksploderet kort efter at have placeret rumstationen i kredsløb.

## Kosmos 557
Kosmos 557 var den anden civile rumstation i Saljut-programmet og havde betegnelsen DOS 3. Den blev opsendt d. 11. maj 1973. På grund af en fejl i styresystemet affyrede stationen sine styreraketter i utide og brugte dermed alt sit brændstof. Eftersom fartøjet allerede var i kredsløb og var blevet registreret af Vesten valgte Sovjetunionen at kalde fartøjet Kosmos 557 og lade det brænde op i Jordens atmosfære en uge senere. Først langt senere blev det klart i Vesten at der havde været tale om en Saljutstation.

## Saljut 3
Saljut 3 blev opsendt d. 25. juni 1974. Dette var den anden militære Almazstation, men denne gang lykkedes opsendelsen. Stationen testede en række sensorer til rekognoscering og en rulle film blev returneret til Jorden. D. 24. januar 1975 blev den ombordværende 23 mm-kanon testet og det lykkedes at nedskyde en satellit. Dagen efter lod man stationen styrte i havet. På trods af at ud af de tre besætninger, der var planlagt, nåede kun Sojuz 14 at komme om bord på rumstationen betegnes den som en succes.

## Saljut 4
Saljut 4 (DOS 4) blev opsendt d. 26. december 1974. Den var i bund og grund en kopi af DOS 3, men i modsætning til forgængeren var denne mission en succes. Tre besætninger nåede at opholde sig om bord (Sojuz 17, Sojuz 18 and Sojuz 21) hvoraf den ene havde et ophold på hele 63 dage. En ubemandet Sojuzkapsel forblev sammenkoblet med stationen i tre måneder efter sidste besætning, for at bevise Sojuzfartøjets holdbarhed. Saljut 4 blev sendt tilbage mod Jorden d. 3. februar 1977.

## Saljut 5
Saljut 5 blev opsendt d. 22. juni 1976. Det var den tredje og sidste militære Almaz-station. Missionen gik godt idet det lykkedes to (Sojuz 21 og Sojuz 24) ud af de tre besætninger der blev opsendt at komme om bord på stationen. Den sidste besætning, Sojuz 23, var ikke i stand til at sammenkoble og måtte vende tilbage med uforrettet sag. Saljut 5 genindtrådte i Jordens atmosfære d. 8. august 1977. Efter Saljut 5 besluttede det sovjetiske militær sig for at den taktiske fordel programmet gav, ikke stod mål med udgifterne og de trak sig som konsekvens deraf.

## Saljut 6
Saljut 6 blev opsendt d. 29. september 1977. På trods af at det grundliggende design lignede de tidligere rumstationer var der nogle revolutionerende teknologiske fremskridt. Bl.a. havde rumstationen to sammenkoblingsporte så et ubemandet Progress-fartøj kunne optanke rumstationen mens den var beboet. Fra 1977 til 1982 blev Saljut 6 besøgt af fem langtidsbesætninger og 11 korttidsbesætninger. Disse besætninger inkluderede kosmonauter fra nogle de lande Sovjetunionen var allieret med gennem bl.a. Warszawapagten. Den første langtidsbesætning om bord på Saljut 6 slog rekorden for længste ophold i rummet sat om bord på Skylab ved at opholde sig 96 dage i kredsløb. Den længste flyvning med Saljut 6 varede 185 dage. Den fjerde besætning monterede det 10 meter store KRT-10-radioteleskop. Efter sidste besætning havde forladt Saljut 6 i 1981 blev et stort ubemandet Kosmos 1267-fartøj udviklet fra det gamle Almaz-program tilkoblet rumstationen for at teste det. Saljut 6 brændte op i Jordens atmosfære 29. juli 1982.

## Saljut 7
Saljut 7 blev opsendt d. 19. april 1982. Den var oprindeligt reserve for Saljut 6 og havde mange af de samme instrumenter, men der var dog sket flere opgraderinger. I løbet af sin levetid blev den besøgt af 10 besætninger (6 langtidsbesætninger og 4 korttidsbesætninger, der bl.a. inkluderede kosmonauter fra Indien og Frankrig). 
Ud over de mange forsøg og observationer der blev lavet om bord på Saljut 7, herunder det første vellykkede forsøg med at få en plante til at gro i rummet, testede rumstationen også nye muligheder for sammenkobling af fartøjer i rummet. De erfaringer, der blev gjort her, hjalp ingeniørerne, da de skulle udvikle Mir. 
Saljut 7 brændte op i Jordens atmosfære d. 7. februar 1991.

## Datatabel
| Rumstation | Opsendt                         | Kontrolleret genindtræden | Dage i kredsløb | Antal dage beboet | Samlet besætning/ besøgende | Besøgende bemandede rumfartøjer | Besøgende ubemandede rumfartøjer | Masse kg |
| ---------- | ------------------------------- | ------------------------- | --------------- | ----------------- | --------------------------- | ------------------------------- | -------------------------------- | -------- |
| Saljut 1   | 19. april 1971 01:40:00 UTC     | 11. oktober 1971          | 175             | 24                | 3                           | 2                               | 0                                | 18.425   |
| Saljut 2   | 4. april 1973 09:00:00 UTC      | 28. maj 1973              | 54              | 0                 | 0                           | 0                               | 0                                | 18.500   |
| Kosmos 557 | 11. maj 1973 00:20:00 UTC       | 22. maj 1973              | 11              | 0                 | 0                           | 0                               | 0                                | 19.400   |
| Saljut 3   | 25. juni 1974 22:38:00 UTC      | 24. januar 1975           | 213             | 15                | 2                           | 1                               | 0                                | 18.500   |
| Saljut 4   | 26. december 1974 04:15:00 UTC  | 3. februar 1977           | 770             | 92                | 4                           | 2                               | 1                                | 18.500   |
| Saljut 5   | 22. juni 1976 18:04:00 UTC      | 8. august 1977            | 412             | 67                | 4                           | 2                               | 0                                | 19.000   |
| Saljut 6   | 29. september 1977 06:50:00 UTC | 29. juli 1982             | 1.764           | 683               | 33                          | 16                              | 14                               | 19.000   |
| Saljut 7   | 19. april 1982 19:45:00 UTC     | 7. februar 1991           | 3.216           | 816               | 26                          | 12                              | 15                               | 19.000   |